# Ernő Goldfinger
Pour les articles homonymes, voir Goldfinger (homonymie).
Ernő Goldfinger né le 11 septembre 1902 à Budapest et mort le 15 novembre 1987 à Londres est un architecte et designer de meubles britannique.
Né en Hongrie, il s'est installé au Royaume-Uni dans les années 1930 et est devenu l'un des principaux représentants de l'architecture moderne. Figure de proue du courant brutaliste en Angleterre, il est renommé pour avoir conçu essentiellement des immeubles résidentiels de grande dimension, dont certains sont maintenant classés monuments historiques au Royaume-Uni.

## Biographie
Goldfinger est né dans une famille juive à Budapest. Ses parents tenaient une entreprise familiale de scierie et d'exploitation forestière, ce qui a conduit Goldfinger à envisager une carrière dans l'ingénierie. Il s'est intéressé à l'architecture après la lecture de l'ouvrage de Hermann Muthesius Das englische Haus, une description de l'architecture anglaise au tournant du XXe siècle[citation nécessaire].
Goldfinger s'installe à Paris en 1921, après la défaite et l'effondrement de l'Empire austro-hongrois. En 1923, il fit ses études à l'École nationale supérieure des beaux-arts dans l'atelier de Léon Jaussely et rencontre dans les années suivantes beaucoup d'autres figures majeures de l'architecture moderne, dont Auguste Perret, Ludwig Mies van der Rohe et Le Corbusier. En 1929, avant de finir ses études, Goldfinger travaille sur divers projets : la conception d'intérieurs et une extension d'une maison de vacances au Touquet.
Il a été fortement influencé par la publication de Le Corbusier Vers une architecture, et est devenu un fervent admirateur de l'ancien mentor de ce dernier, Auguste Perret. Ce dernier, expert dans la conception de structures en béton armé, fut une source d'inspiration pour Goldfinger lors de la conception de sa propre maison. Au début des années 1930, Goldfinger rencontre et épouse Ursule Blackwell, l'héritière de l'entreprise Crosse & Blackwell (en).
En 1932-1934, il est chargé de la décoration de l'immeuble situé 216 boulevard Raspail (14e arrondissement de Paris), conçu par l'architecte Bruno Elkouken pour l'industrielle des cosmétiques Helena Rubinstein. Le bâtiment comprend un théâtre au rez-de-chaussée – futur Studio Raspail –, des appartements et des ateliers d'artistes. Helena Rubinstein vit dans le penthouse, somptueusement aménagé de meubles Art déco et de sa collection d’œuvres d’art,.

### Moderniste à Londres

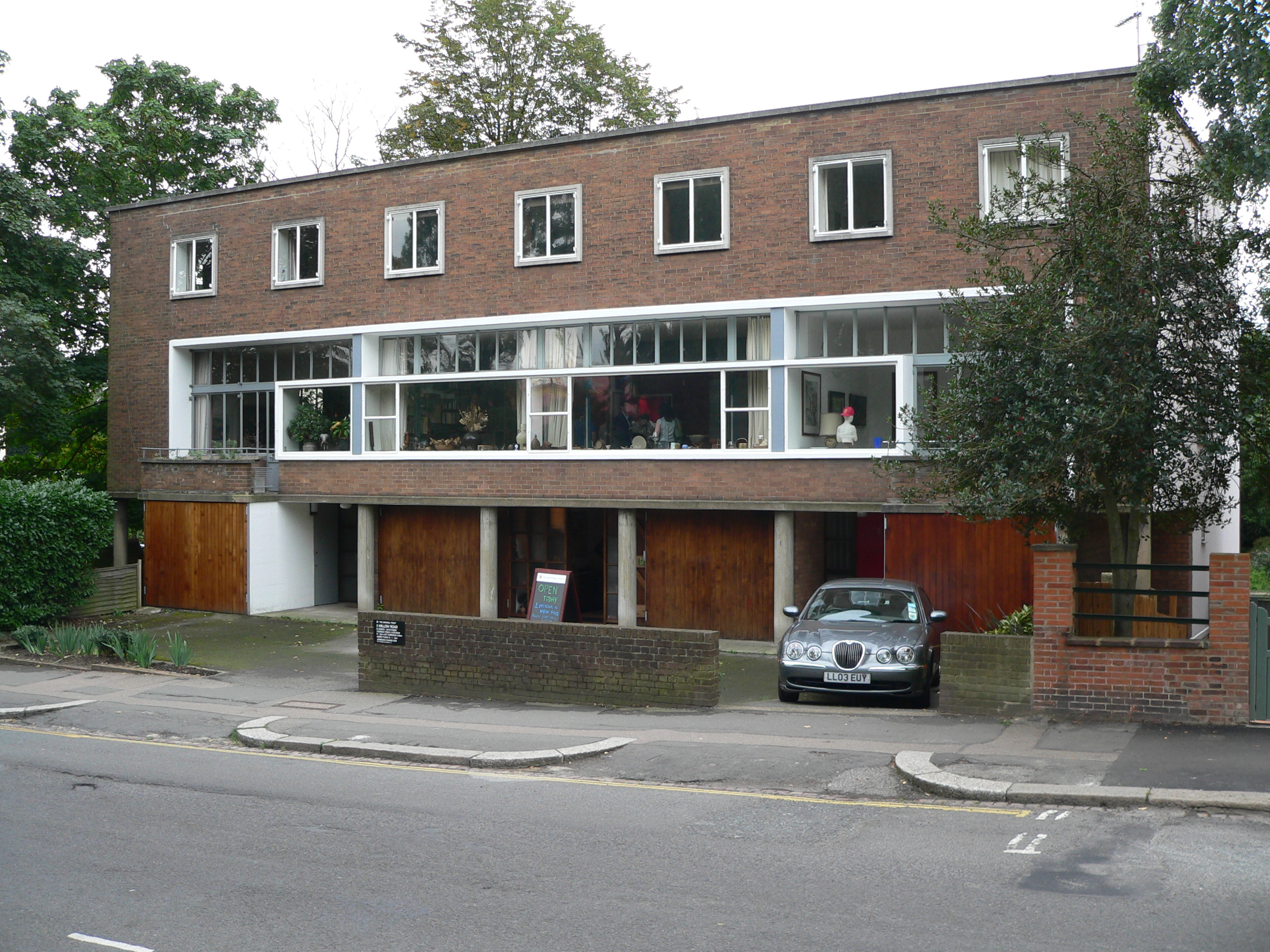
La maison construite par Goldfinger au 1-3, Willow Road, dans le nord de Londres.

En 1934, Ernő et Ursula Goldfinger déménagent dans un appartement à Highpoint I, à Londres. Avant la Seconde Guerre mondiale, Goldfinger construit trois maisons (dont la sienne) au 1-3, Willow Road à Hampstead, au nord de Londres, et une autre à Broxted, dans l'Essex. Sa propre maison, 2, Willow Road, est maintenant la propriété de la National Trust.

### Après la Seconde Guerre mondiale
Après la guerre, Goldfinger a été chargé de la construction de nouveaux bureaux pour le journal The Morning Star et le siège du Parti communiste britannique. Il a également construit la maison du biologiste Alexander Fleming dans le sud-est de Londres, pour le ministère de la Santé. Dans les années 1950, il a conçu deux écoles primaires préfabriquées en béton pré-coulé, avec des briques de remplissage, pour le London County Council à Putney. L'un de ces bâtiments a été endommagé, puis démoli par un individu qui fut poursuivi en 2008.

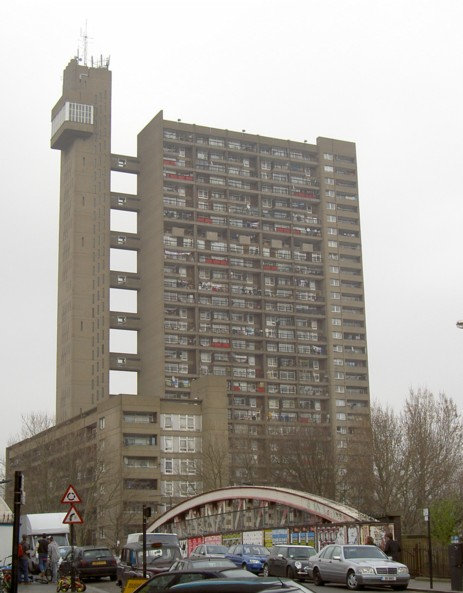
La Trellick Tower, dans le quartier de North Kensington de Londres.

Dans une tentative de résoudre l'immense pénurie de logements dans le pays après la Seconde Guerre mondiale, durant laquelle près de quatre millions de maisons ont été détruites ou endommagées, le Gouvernement britannique commence à considérer les immeubles de grande hauteur comme une solution. Goldfinger accède à la notoriété en Angleterre en tant que concepteur d'immeubles de grande dimension.
Parmi ses édifices les plus remarquables figurent la Balfron Tower, une tour de 27 étages, ainsi que la Carradale House. Elles servirent de modèle à sa principale réalisation, la Trellick Tower, débutée en 1968 et achevée en 1972. Ces trois édifices sont des exemples notables d'architecture de style brutaliste.

### Vie personnelle
Goldfinger est connu pour son mauvais caractère. Il lui est notamment arrivé de renvoyer certains collaborateurs pour avoir manifesté leur joie de manière trop ostensible, ou de rompre avec des clients potentiels dont les souhaits ne correspondaient pas à sa vision architecturale.
L'écrivain Ian Fleming ayant eu l'idée de donner son nom à l'adversaire de James Bond, Goldfinger le menace d'un procès lors de la parution de Goldfinger en 1959. Fleming ayant riposté en proposant de renommer le personnage « Goldprick », Goldfinger renonce à le poursuivre en justice, l'éditeur de Fleming ayant accepté de payer ses frais d'avocat et de lui donner six exemplaires du livre,.
Goldfinger meurt à Londres le 15 novembre 1987. 

## Influence
Bien que Goldfinger ait apprécié vivre dans ses propres bâtiments, ceux-ci étaient décriés par le public et de nombreux architectes post-modernistes[citation nécessaire]. Vers la fin du XXe siècle, le travail de Goldfinger a gagné en considération. La Trellick Tower est maintenant un bâtiment classé et est devenue une icône, apparaissant sur des T-shirts, des peintures et dans les paroles de la chanson For Tomorrow (1993) de Blur. Le peu d'appartements disponibles dans les bâtiments conçus par Goldfinger atteignent désormais des prix élevés à la vente. 

## Principales constructions
- 2 Willow Road

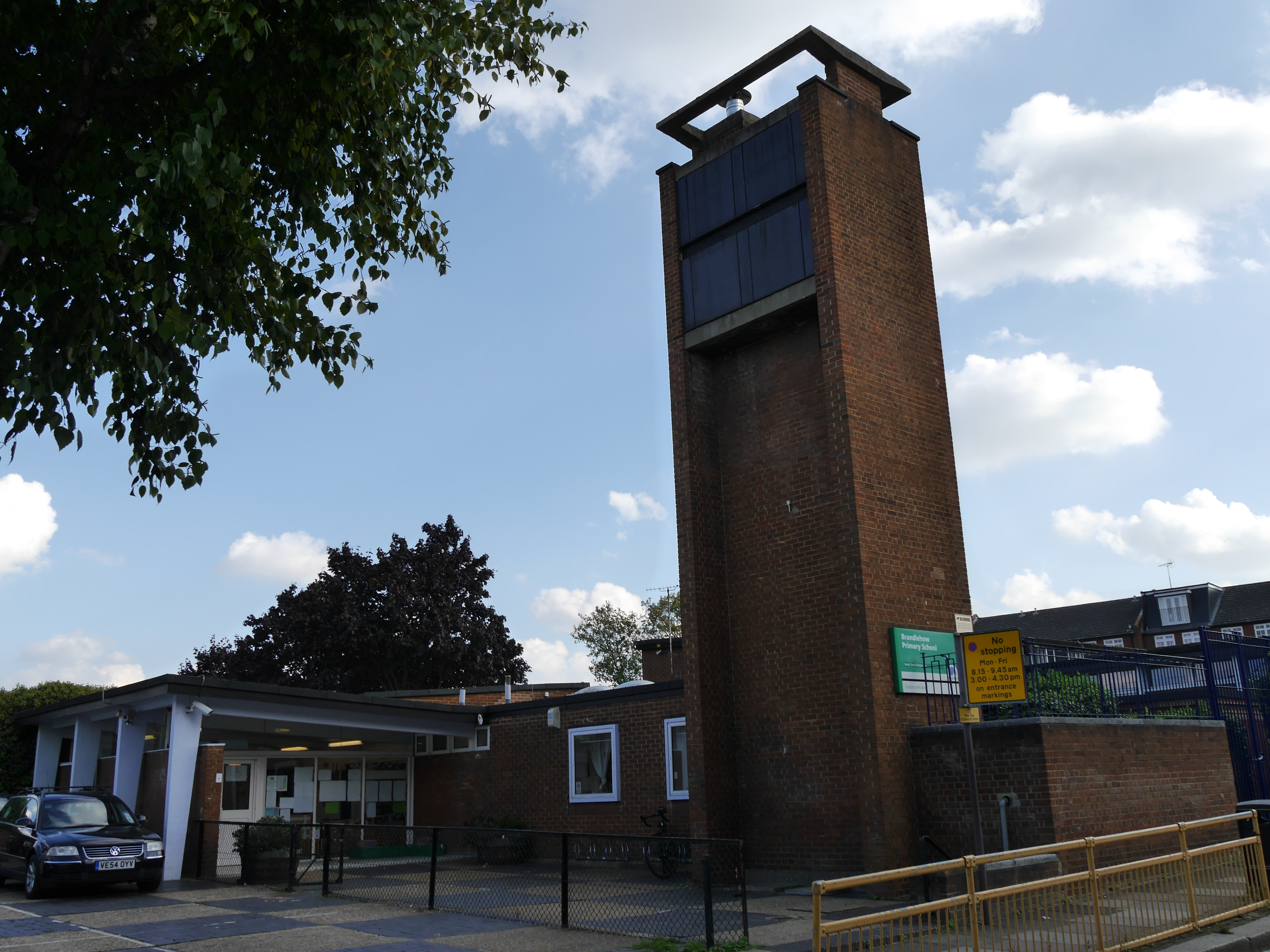
La Brandlehow School de Putney, à Londres.

- Alexander Fleming House (Metro Central Heights)
- Balfron Tower, Carradale House et Glenkerry House
- Trellick Tower et le Cheltenham Estate / Edenham Way[9]
- Fulton House, sur le campus de la Swansea University
- Greenside School
- Haggerston School[10]
- Brandlehow School[4]
- Weiss Shop – 2/2a Golders Green Road (1935)[11]
- Hille House, Watford
- Goldfinger House à Shirley, Solihull[12]

## Publications
- Ernő Goldfinger, « La sensation de l'espace », « L'Urbanisme et l'ordre spatial » et « Les éléments de l'espace clos », trois articles publiés dans Architectural Review, novembre 1941 à janvier 1942.